# Kaple Povýšení svatého Kříže (Soběkury)
Kaple Povýšení svatého Kříže ve vsi Soběkury v okrese Plzeň-jih je barokní návesní kaple.
Stavba orientovaná ke světovým stranám stojí uprostřed křižovatky silnice v severozápadním rohu návsi. Centrální stavba s osmibokým půdorysem je krytá kupolí s osmibokou lucernou na vrcholu nesoucí kříž. K západnímu průčelí je připojena otevřená předsíň, jejíž čtyřbokou střechu se zvoničkou nesou dva polosloupy a dva sloupy s toskánskými hlavicemi. Ve výklenku pod rovným stropem předsíně je umístěna kopie původní dřevěné sošky sv. Jana Nepomuckého. Stěny kaple jsou členěny liseny, ve východní stěně je malé okénko. V interiéru je malý oltář s ukřižovaným Ježíšem Kristem ve výklenku zdi, kazatelna a lavice.
Kaple byla postavena v letech 1826–1827.

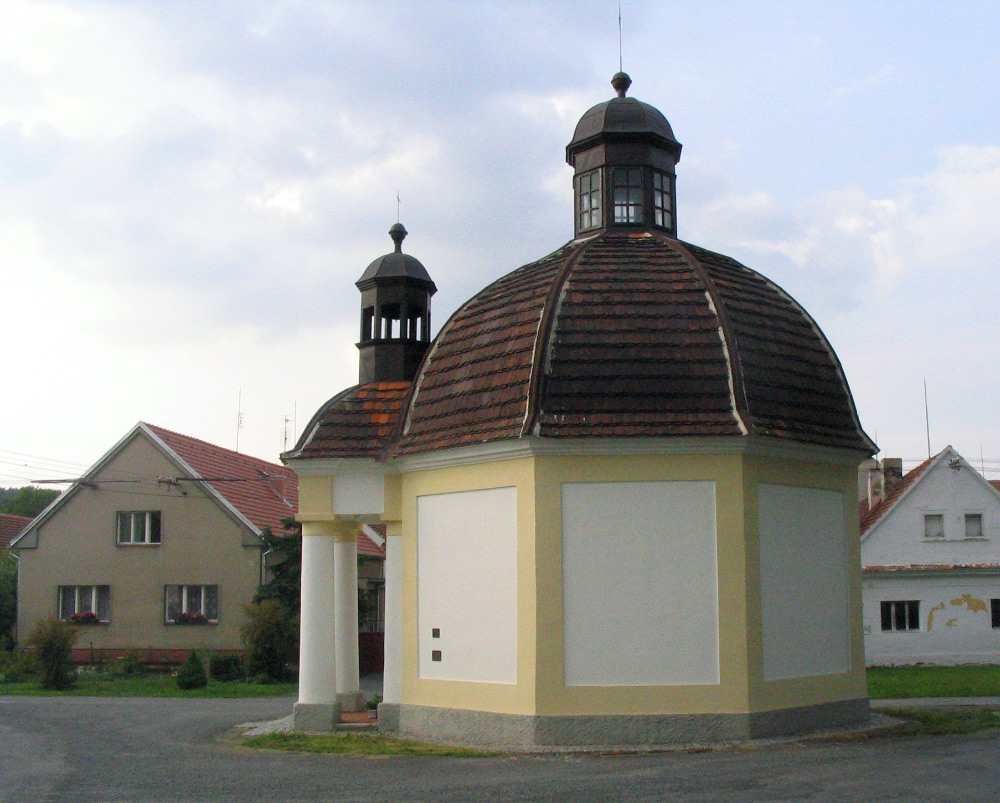
Boční pohled
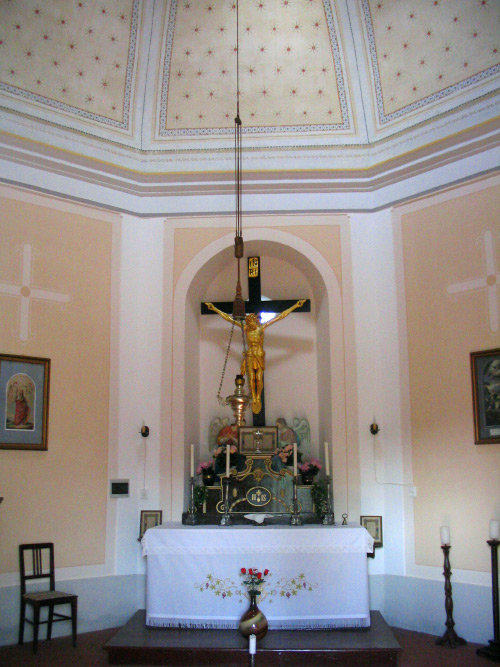
Interiér